# Can Sagrera (Vilobí d'Onyar)
Can Sagrera és un edifici del municipi de Vilobí d'Onyar (Selva) de dues plantes i golfes amb vessants a laterals i cornisa catalana. Forma part de l'Inventari del Patrimoni Arquitectònic de Catalunya.

## Descripció
La façana principal està orientada a llevant i presenta una porta adovellada de mig punt. A sobre hi ha tres finestres rectangulars amb motiu ornamental de fulla de roure i la central presenta la data de 1587. La resta de finestres són de nova construcció i estan realitzades amb pedra nova. El costat esquerre és una ampliació de fa molts anys. A la dreta hi ha adossat un cos perpendicular a la façana que és l'antiga masoveria. Una de les finestres conserva la data de 1643. Actualment és un habitatge independent que pertany a un altre propietari i que no s'està restaurant com l'edifici principal.
La façana posterior de l'edifici principal, presenta una porta d'accés quadrangular enmig de dos grans contraforts i té dues de les finestres amb impostes. Les edificacions annexes que tenia adossades es troben en estat de ruïna i s'aprecia el mur de tàpia que les conformaven. A l'interior es conserven totes les voltes de la planta baixa. La de la sala central és d'arc rebaixat amb llunetes. Amb la restauració s'ha eliminat el revestiment de guix del sostre i han aparegut en dues de les voltes uns rajols amb la inscripció Joseph Sagrera ANY 1824, data d'una important reforma de l'edifici. La sala de l'esquerra conserva l'antiga llar i un gran arc de mig punt de rajols que divideix els dos espais.
Al pis superior s'ha substituït l'embigat de fusta per un de nou que imita l'original. S'han conservat les portes quadrangulars de pedra. L'escala, tot i que es troba en l'emplaçament original, s'ha fet nova. El parament és arrebossat i no deixa veure el material de construcció de pedra volcànica provinent d'una tosquera que es troba molt a prop.

## Història
Els Sagrera de Sant Dalmai es troben documentats a finals del segle xiv, data en què probablement ja hi havia una edificació en el lloc. L'edifici actual data del segle xvi i va ser objecte d'una important reforma al segle xviii. Hi ha notícies històriques que la masia va ser afectada per la Guerra del Francès (1808-1814). Al llarg de generacions fins al segle XXI aquest mas va pertànyer a la mateixa família Sagrera. L'any 2001 la va comprar Marc Llopart i va començar a fer una important restauració.